# Armando Uribe Herrera
Armando Uribe Herrera (Santiago, 29 de marzo de 1904-Ibíd, 10 de abril de 1970) fue un abogado, académico y político chileno, que se desempeñó como ministro de Estado de su país, durante el segundo gobierno del presidente Carlos Ibáñez del Campo entre 1954 y 1955.

## Familia y estudios
Nació en Santiago de Chile el 29 de marzo de 1904, siendo el segundo de los tres hijos del matrimonio conformado por de Pedro Uribe Uribe y Herminia Herrera Barriga. Realizó sus estudios superiores en la Facultad de Derecho de la Universidad de Chile, titulándose como abogado hacia 1928.
Se casó con Emelina Arce Coo, hija de Ramón Nonato Coo Serrano y Luisa Tagle Jordán; hija a su vez de Carmen Jordán Echenique y el político José Agustín Tagle Echeverría, quien fuera diputado por Linares entre 1843 y 1846, por Petorca entre 1858 y 1861, y por Cauquenes y Constitución entre 1861 y 1864. Con su cónyuge tuvo dos hijos, Leoncio Armando y María de la Luz.

## Carrera pública
Sin afiliación política, con ocasión del segundo gobierno del presidente Carlos Ibáñez del Campo, el 5 de junio de 1954, fue nombrado como titular del Ministerio de Minería, actuando en el cargo hasta el 6 de enero de 1955. Simultáneamente, entre los días 4 y 6 de enero de ese último año, ejerció como ministro de Salud Pública y Previsión Social, en calidad de subrogante reemplazando al ministro titular Sergio Altamirano Pinto.
Entre otras actividades, ocupó el puesto de director de la revista Carreteras, y fue profesor de derecho en la Universidad de Chile. Falleció en Santiago el 10 de abril de 1970, a los 66 años.

## Obra escrita
- Manual de derecho de minería (1968).[5]